# Естер Дюфло
Естер Дюфло (на френски: Esther Duflo) (Esther Duflo, родена 25 октомври 1972) е френски икономист, професор по облекчаване на бедността и икономика на развитието в МИТ. През 2009 г. е получила грант за „гениалност“ и става сътрудник на Фондация МакАртър. На следващата година получава Медал Джон Бейтс Кларк.
Нейният основен изследователски фокус е върху икономиката на развитието, особено здраве, образование, джендър и политика, както и осигуряване (обезпечаване) на кредит.
Естер Дюфло първоначално учи история и икономика в Екол нормал сюпериор, а по-късно взима докторат в МИТ, където продължава като асистент професор в департамента по икономика, а по-късно и доцент (associated professor) – на 29 години, което я прави сред най-младите в Института, получили преподавателско място с постоянен договор.
През 2005 г. Льо Монд я отличава с награда за Най-добър млад френски икономист. Естер Дюфло е редактор-основател на списанието American Economic Journal: Applied Economics (Американско икономическо списание: Приложна икономика).
През 2019 година Естер Дюфло, заедно със съпруга си Абхиджит Банерджи и Майкъл Кремър, получава Нобелова награда за икономика „за техния експериментален подход към облекчаването на глобалната бедност“.

## Отличия и награди
Естер Дюфло е доктор honoris causa на:
- Католическия университет в Лувен (Белгия, 2010)[5]
- Лондонското бизнес училище (Великобритания, 2011)[6]
- Йейлския университет (САЩ, 2013)[7]
- Висшето търговско училище в Париж (Франция, 2015)[8]
- Ротердамския университет Еразъм (Нидерландия, 2019)[9]